# 须叶藤
印度鞭藤，又名角仔藤、芦竹藤、须叶藤，臺灣話亦稱藤竹仔，为须叶藤科须叶藤属下的一种木質藤本植物，可长到15米长。
种名indica意为印度的。